# Chappelle's Show
Chappelle's Show is een Amerikaanse televisieserie rondom komiek Dave Chappelle. De show werd uitgezonden tussen 2003 en 2006 op het station Comedy Central, maar werd na drie afleveringen in het derde seizoen stopgezet, omdat Chappelle opstapte zonder opgave van reden.
In Nederland werd Chappelle's Show (seizoen 1 en 2) uitgezonden op The Box, tot en met april 2007.
Het derde seizoen (The Lost Episodes) is niet uitgezonden in Nederland.